# Air Mas
Air Mas is een bestuurslaag in het regentschap Kuantan Singingi van de provincie Riau, Indonesië. Air Mas telt 1919 inwoners (volkstelling 2010).